# Karl Rauber (Maler)
Karl Rauber (* 8. August 1866 in Konstanz; † 5. August 1909 in Solothurn) war ein Schweizer Historien-, Genre- und Landschaftsmaler.

## Leben
Rauber war der Sohn des aus Konstanz stammenden und in Baden tätigen Musikdirektors und Musiklehrers Theodor Rauber (1841–1897) und der Bertha, geborene Albrecht. Die Familie siedelte 1870 nach Muri.
Er besuchte ab 1884 die Kunstgewerbeschule in Karlsruhe. Ab 1886 war er Schüler von Ferdinand Keller, Caspar Ritter und Ernst Schurth an der Karlsruher Akademie der bildenden Künste. 1890 wurde er Meisterschüler von Claus Meyer und verlegte sich auf das Gebiet des Porträts, der Genremalerei und der historischen Kompositionen, meist religiösen Inhalts.
Er beschäftigte sich zunächst mit Portraitmalerei. Seine Historienbilder umfassen unter anderem auch religiöse Motive. Ab 1894 war er auf Initiative von Leopold von Kalckreuth in der Freilichtslandschaftmalerei tätig. Sein bedeutendstes Werk, das er in den Karlsruher Jahren schuf, hiess Die Vorbereitung zum Feste und wurde 1896 im Schweizer Salon der Schweizerischen Landesausstellung in Genf gezeigt.
1896 kehrte Rauber endgültig nach Baden zurück, wo er sich im ehemaligen Heilsarmeelokal ein Atelier einrichtete. Er malte in der Folge viele Figuren- und Landschaftsbilder, die das Limmattal, Wehntal, Glatttal sowie den Katzensee zeigen.
Rauber war Mitglied der Sektion Aarau der Gesellschaft Schweizerischer Maler und Bildhauer und stellte regelmässig an den schweizerischen Salon und an den Turnusausstellungen des Schweizerischen Kunstvereins aus. Zudem schuf er ein Altargemälde für die Kirche in Triengen; für die von Karl Moser erbaute Dorfkirche von Wettingen schuf er das grosse Wandbild Abendmahl.
Rauber musste 1905 in Folge eines chronischen Magenleidens sein Atelier in Baden aufgeben und siedelte nach Solothurn über, wo er vier Jahre später verstarb.

## Werke (Auszug)
- Zweig in Blute, 1904
- Die Apfelschälerin, (Öl auf Leinwand; auf Pavatex aufgezogen)[3]